# Ponte Grande (Guarulhos)
Ponte Grande é um bairro administrativo do município de Guarulhos, localizado no distrito-sede de Guarulhos, faz divisa com os bairros guarulhenses de Itapegica e Porto da Igreja, e com o município de São Paulo através dos distritos paulistanos de Cangaíba, Penha e Vila Maria. Trata-se de um bairro essencialmente residencial, contando com pequenos centros comerciais.
O local formou-se na várzea do rio Tietê, onde na mesma localizavam-se até a década de 60 inúmeros portos de areia, olarias e chácaras, sendo proprietários imigrantes italianos e portugueses que ainda residem no bairro. O bairro é um dos mais tradicionais da cidade, e tem um grande número de idosos, dando ao local ares de cidade interiorana, e um notável sotaque paulistano tradicional "á italiana", semelhante aos de bairros paulistanos como Mooca, Bixiga e Tatuapé.
O local tem como aspectos geográficos formações de morros e vales, sendo cortados pelos rios Tietê e Cabuçu de Cima, onde este deságua no limite sul, e o córrego Itapegica, que limita o bairro com o de Porto da Igreja, desaguando no Tietê próximo a Ponte.
O bairro conta também com 6 escolas de nível fundamental e médio, e ainda com um campus da Universidade de Guarulhos (UnG), e também o "Auto Shopping Internacional" e o "Internacional Eventos", onde era a antiga fábrica da Philips.
Na parte de lazer, encontram-se ao longo da antiga várzea inúmeros campos de futebol e um estádio esportivo, além do centro do idoso, onde esses desenvolvem atividades para a saúde.
Encontra-se também no bairro da Ponte Grande a igreja de São Geraldo com sua arquitetura bastante peculiar e que por este motivo é muito procurada para casamentos. 
O bairro vem crescendo rapidamente devido a instalação de novas filiais de indústrias, bancos, indústrias automobilísticas e o desenvolvimento de condomínios fechados para moradia. O valor das casas também vem subindo devido a melhora de qualidade de vida da região que, está sendo mais valorizada ultimamente.

Continua sendo um bairro tranquilo e pouco movimentado, com exceção da Avenida Guarulhos, pois é um caminho muito utilizado pelos motoristas para chegar na Zona Leste de São Paulo, e da Avenida Caetano Zamataro, com acesso para acesso a Marginal Tietê, muito utilizada principalmente por caminhões. Existem estudos desde 1974 que ainda não saíram do papel sobre a expansão do Metrô. O último estudo promete levar a Linha 2-Verde para a Dutra, com uma estação no bairro, Ponte Grande, além da estação Dutra, em Itapegica, próximo da divisa com o bairro.